# Атаев, Шарапутдин Заирбекович
Шарапутдин (Шарабутдин) Заирбекович Атаев (род. 10 июня 1999, Доргели, Карабудахкентский район, Дагестан, Россия) — российский боксёр, выступающий в полутяжёлой и в первой тяжёлой весовых категориях. Чемпион мира (2023). Обладатель титула чемпиона мира IBA среди профессионалов 2024. Двукратный чемпион России (2021, 2022), серебряный (2020) и бронзовый (2019) призёр чемпионата России. Чемпион кубка мира среди нефтяных стран (2019), четвертьфиналист чемпионата мира 2021 года в любителях. Чемпион Европы 2024 .
Заслуженный мастер спорта России.
Лучшая позиция по рейтингу BoxRec — 326-я (октябрь 2023) и является 16-м среди российских боксёров первой тяжёлой весовой категории, — входя в ТОП-330 лучших боксёров первого тяжёлого веса всей планеты.

## Биография
Родился 10 июня 1999 года в селе Доргели, в Карабудахкентском районе Республики Дагестан, в России. По национальности — кумык.

## Любительская карьера
Является воспитанником тренера Рашидбека Ахмедова, у которого занимается в махачкалинской ШВСМ.
В декабре 2016 года стал бронзовым призёром международного турнира по боксу среди юниоров памяти Аббаса Агаларова в Баку.
В 2017 году выиграл первенство СКФО, победив Казбека Сарова (полуфинал) и Шамиля Абулхаджиева (финал)

### 2018—2019 годы
В августе 2018 года на чемпионате СКФО в Хасавюрте стал серебряным призёром, тем самым выполнив нормативы мастера спорта. В мае 2019 года стал чемпионом Дагестана.
В ноябре 2019 года на чемпионате России по боксу стал бронзовым призёром, уступив в полуфинале Георгию Кушиташвили.
В декабре 2019 года стал первым на Кубке мира нефтяных стран в Белоярском, выполнив норматив мастера спорта международного класса.

### 2020—2021 годы
В марте 2020 года стал серебряным призёром международного турнира «Gee Bee» в Хельсинки.
Затем в 2020 году началась коронавирусная пандемия COVID-19, жёсткий коронавирусный карантин в России и по всей Европе, и отсутствие соревновательной практики.
В начале сентября 2021 года в Кемерово стал чемпионом России в категории до 86 кг. Там он в 1/8 финала единогласным решением судей победил Ришата Бакирова, в четвертьфинале он победил Ильяса Данилова, в полуфинале единогласным решением судей победил опытного Василия Зверяна, и в финале единогласным решением судей победил Вадима Щеблыкина.
В конце октября 2021 года в Белграде (Сербия) участвовал на чемпионате мира, в категории до 86 кг. Где он в 1/16 финала соревнований досрочно нокаутом во 2-м раунде победил литовского боксёра Тадаса Тамасаускаса, затем в 1/8 финала по очкам (4:1) победил опытного киргиза Эркина Адылбека уулу, но в четвертьфинале по очкам (1:4) проиграл опытному кубинцу выступающему за Азербайджан Лорену Альфонсо, — который в итоге стал чемпионом мира 2021 года.

### 2022 год
В начале октября 2022 года в Чите вновь стал чемпионом России в категории до 86 кг. Где он в 1/16 финала соревнований по очкам единогласным решением судей победил Александра Парфёнова, затем в 1/8 финала по очкам единогласным решением судей (5:0) победил Дмитрия Захарьева, в четвертьфинале по очкам единогласным решением судей (5:0) победил опытного Евгения Чаплыгина, затем в полуфинале победил Теймураза Сурова, и в финале единогласным решением судей победил Ришата Бакирова.

### 2023 год
На втором для себя чемпионате мира 2023-го года, проходившем в Ташкенте (Узбекистан), первенствовал в весовой категории до 86 кг. В финале он победил раздельным решением судей (4:1) представителя Азербайджана Лорену Альфонсо, тем самым взяв реванш за поражение на чемпионате мира 2021-го года в Белграде (Сербия).

## Профессиональная карьера
24 декабря 2021 года в Москве (Россия) дебютировал на профессиональном ринге, в полутяжёлом весе, досрочно техническим нокаутом в 1-м раунде победив соотечественника Тимура Кайсина (0-3).

## Статистика профессиональных боёв
В таблице перечислены результаты всех поединков боксёров.
В каждой строке указан результат поединка. Дополнительно номер поединка обозначен цветом, который обозначает итог поединка. Расшифровка обозначений и цветов представлена в нижеследующей таблице.
| Пример | Расшифровка                     |
| ------ | ------------------------------- |
|        | Победа                          |
|        | Ничья                           |
|        | Поражение                       |
|        | Планируемый поединок            |
|        | Поединок признан несостоявшимся |
| КО     | Нокаут                          |
| ТКО    | Технический нокаут              |
| PTS    | Решение судей (по очкам)        |
| UD     | Единогласное решение судей      |
| MD     | Решение большинства судей       |
| SD     | Раздельное решение судей        |
| RTD    | Отказ от продолжения боя        |
| DQ     | Дисквалификация                 |
| NC     | Поединок признан несостоявшимся |

| 4 поединка, 4 победы (3 нокаутом). | 4 поединка, 4 победы (3 нокаутом). | 4 поединка, 4 победы (3 нокаутом). | 4 поединка, 4 победы (3 нокаутом). | 4 поединка, 4 победы (3 нокаутом).                             | 4 поединка, 4 победы (3 нокаутом). | 4 поединка, 4 победы (3 нокаутом).  |
| Бой                                | Рекорд                             | Дата боя                           | Соперник                           | Место проведения боя                                           | Раундов, время                     | Дополнительно                       |
| ---------------------------------- | ---------------------------------- | ---------------------------------- | ---------------------------------- | -------------------------------------------------------------- | ---------------------------------- | ----------------------------------- |
| 5                                  | 5-0                                | 22 июля 2023                       | Наиль Джандалиев (1-0)             | RCC Boxing Academy, Екатеринбург, Свердловская область, Россия | UD 8 (8)                           | Счёт: 80-70 (дважды), 79—71 (один). |
| 4                                  | 4-0                                | 7 марта 2023                       | Игорь Вильчицкий (6-6)             | ДИВС, Екатеринбург, Свердловская область, Россия               | UD 8 (8)                           | Счёт: 80-71 (трижды).               |
| 3                                  | 3-0                                | 21 декабря 2022                    | Роман Клемешов (5-12-1)            | УСК «Крылья Советов», Москва, Россия                           | TKO 3 (6), 0:44                    |                                     |
| 2                                  | 2-0                                | 19 августа 2022                    | Арам Варданян (2-1)                | КСК «Лузалес-Арена», Сыктывкар, Республика Коми, Россия        | TKO 1 (4), 2:26                    |                                     |
| 1                                  | 1-0                                | 24 декабря 2021                    | Тимур Кайсин (0-3)                 | УСК «Крылья Советов», Москва, Россия                           | TKO 1 (4), 2:17                    | Дебют в профессиональном боксе.     |

## Спортивные достижения
- Чемпионат России по боксу 2019 — ;
- Чемпионат России по боксу 2020 — ;
- Чемпионат России по боксу 2021 — ;
- Чемпионат России по боксу 2022 — ;
- Чемпионат мира по боксу 2023 — ;
- Чемпионат Европы по боксу 2024 — ;

## Награды и звания
- Орден Почёта Республики Дагестан III степени (26 мая 2023) — за большой вклад в развитие физической культуры и спорта в Республике Дагестан[28];
- Мастер спорта России международного класса по боксу.